# Símbolos de San José de Gracia

Bandera municipal de San José de Gracia acompañada con la bandera nacional y la bandera estatal.

Los Símbolos de San José de Gracia, son el emblema representativo de este municipio del estado mexicano del estado de Aguascalientes. La imagen de estos símbolos estás representados por el escudo de armas de la ciudad de San José de Gracia; otro símbolo de la ciudad es la bandera municipal, colores retomados son el verde y el blanco.

## Escudo

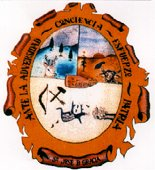
Escudo de armas de San José de Gracia, Aguascalientes. (México).

Es un pergamino de óvalo dividido en tres cuarteles, unos verde y otro de blanco, al centro está un águila que representa la patria y dice Libertad, en el primer cuartel está un bosque y un venado que representa a la Sierra Fría, el segundo cuartel está el sol con una planta de maíz y agua de la presa con una cabeza de ganado y el último cuartel en la parte inferior está la tierra.

## Bandera
La bandera de San José de Gracia es el emblema que representa a esta ciudad y es utilizado por el Ayuntamiento como símbolo representativo de la ciudad. Lleva un águla bicefala con las alas extendidas que representa Carlos I.
Dicha bandera consta de dos campos, verde y blanco respectivamente y en la parte central está un mote de letras amarillas que dice SAN JOSÉ DE GRACIA CONCIENCIA ESFUERZO Y PATRIA.

### Historia
En el año 2024 se presentó por primera vez la bandera de San José de Gracia.